# Powiat Pfaffenhofen an der Ilm
Powiat Pfaffenhofen an der Ilm, Powiat Pfaffenhofen a.d.Ilm (niem. Landkreis Pfaffenhofen an der Ilm, Landkreis Pfaffenhofen a.d.Ilm) – powiat w Niemczech, w kraju związkowym Bawaria, w rejencji Górna Bawaria, w regionie Ingolstadt.
Siedzibą powiatu Pfaffenhofen an der Ilm jest miasto Pfaffenhofen an der Ilm.

## Podział administracyjny
W skład powiatu Pfaffenhofen an der Ilm wchodzą:
- trzy gminy miejskie (Stadt)
- cztery gminy targowe (Markt)
- dwanaście gmin wiejskich (Gemeinde)
- trzy wspólnoty administracyjne (Verwaltungsgemeinschaft)

Miasta:
| Lp. | Nazwa miasta            | Ludność (31.12.2011) | Powierzchnia km² |
| --- | ----------------------- | -------------------- | ---------------- |
| 1   | Geisenfeld              | 10.083               | 88,33            |
| 2   | Pfaffenhofen an der Ilm | 24.308               | 92,39            |
| 3   | Vohburg an der Donau    | 7.444                | 45,19            |

Gminy targowe:
| Lp. | Nazwa gminy targowej | Ludność (31.12.2011) | Powierzchnia km² |
| --- | -------------------- | -------------------- | ---------------- |
| 1   | Hohenwart            | 4.529                | 52,21            |
| 2   | Manching             | 11.297               | 35,48            |
| 3   | Reichertshofen       | 7.567                | 36,90            |
| 4   | Wolnzach             | 11.031               | 91,62            |

Gminy wiejskie:
| Lp. | Nazwa gminy      | Ludność (31.12.2011) | Powierzchnia km² |
| --- | ---------------- | -------------------- | ---------------- |
| 1   | Baar-Ebenhausen  | 4.892                | 14,80            |
| 2   | Ernsgaden        | 1.538                | 7,41             |
| 3   | Gerolsbach       | 3.335                | 58,94            |
| 4   | Hettenshausen    | 2.001                | 18,59            |
| 5   | Ilmmünster       | 2.096                | 13,89            |
| 6   | Jetzendorf       | 3.002                | 21,72            |
| 7   | Münchsmünster    | 2.818                | 16,30            |
| 8   | Pörnbach         | 2.085                | 22,64            |
| 9   | Reichertshausen  | 4.927                | 23,59            |
| 10  | Rohrbach         | 5.676                | 29,63            |
| 11  | Scheyern         | 4.620                | 38,28            |
| 12  | Schweitenkirchen | 4.906                | 53,01            |

Wspólnoty administracyjne:
| Lp. | Nazwa wspólnoty administracyjnej | Ludność (31.12.2011) | Powierzchnia km² | Liczba gmin |
| --- | -------------------------------- | -------------------- | ---------------- | ----------- |
| 1   | Geisenfeld                       | 11.621               | 95,75            | 2           |
| 2   | Ilmmünster                       | 4.097                | 32,49            | 2           |
| 3   | Reichertshofen                   | 9.652                | 59,52            | 2           |

## Demografia
Dane o ludności z 31 grudnia 2008:
| Opis                                | Ogółem  | Ogółem | Kobiety | Kobiety | Mężczyźni | Mężczyźni |
| ----------------------------------- | ------- | ------ | ------- | ------- | --------- | --------- |
| Jednostka                           | osób    | %      | osób    | %       | osób      | %         |
| Populacja                           | 116 725 | 100    | 58 243  | 49,9    | 58 482    | 50,1      |
| Wiek przedprodukcyjny (0–17 lat)    | 22 624  | 19,38  | 11 047  | 9,46    | 11 577    | 9,92      |
| Wiek produkcyjny (18–65 lat)        | 74 496  | 63,82  | 36 335  | 31,13   | 38 161    | 32,69     |
| Wiek poprodukcyjny (powyżej 65 lat) | 19 605  | 16,8   | 10 861  | 9,3     | 8744      | 7,49      |

## Polityka

### Landrat
- 1933–1945: Wilhelm Werberger
- 1945–1946: Ernst Vetter (kommissarisch)
- 1946–1958: Franz Edler von Koch
- 1958–1969: Hans Eisenmann (CSU)
- 1969–1996: Traugott Scherg (CSU)
- 1996–2008: Rudi Engelhard (CSU)
- od 1 maja 2008: Josef Schäch

### Kreistag
|                          |                          | 2002   | 2002    | 2002   | 2008   | 2008   | 2008   |
| miejsca                  | %                        | głosy  | miejsca | %      | głosy  |        |        |
| ------------------------ | ------------------------ | ------ | ------- | ------ | ------ | ------ | ------ |
|                          | CSU                      | 31     | 49,9%   | 27 647 | 25     | 41,1%  | 22 968 |
|                          | SPD                      | 11     | 18,4%   | 10 176 | 9      | 15,2%  | 8 483  |
|                          | Zieloni                  | 3      | 4,7%    | 2 578  | 4      | 5,8%   | 3 259  |
|                          | FW                       | –      | –       | –      | 13     | 20,7%  | 11 570 |
|                          | FDP                      | 2      | 4,8%    | 2 650  | 3      | 5,9%   | 3 273  |
|                          | ödp                      | 2      | 4,3%    | 2 398  | 2      | 4,1%   | 2 308  |
|                          | AUL                      | –      | –       | –      | 4      | 7,2%   | 4 026  |
|                          | FWG                      | 11     | 18,0%   | 9 957  | –      | –      | –      |
|                          |                          | 60     | 100%    | 55 406 | 60     | 100%   | 55 887 |
| uprawnieni do głosowania | uprawnieni do głosowania | 84 111 | 84 111  | 84 111 | 89 268 | 89 268 | 89 268 |
| głosy ważne              | głosy ważne              | 55 406 | 55 406  | 55 406 | 55 887 | 55 887 | 55 887 |
| głosy nieważne           | głosy nieważne           | 1 808  | 1 808   | 1 808  | 2 130  | 2 130  | 2 130  |
| frekwencja               | frekwencja               | 68,0%  | 68,0%   | 68,0%  | 65,0%  | 65,0%  | 65,0%  |